# آفاق الخواجه
هداية الله (بالأويغورية: هدایت‌الله)‏، (بالصينية: 伊達雅圖勒拉) المعروف باسم آفاق الخواجه (بالأويغورية: ئاپاق خوجا)‏ (1072-1005 هـ) كان أحد القادة الدينيين والسياسيين في كاشغر في منطقة الأويغور المسلمة في غرب الصين اليوم. لقد انتشر فكر الطريقة القادرية في الصين من قبل ثلاثة من شيوخ الصوفية من إيران وآسيا الوسطى، وهم الشيخ عبد القادر جيلاني وخواجه عبد الله وآفاق خواجه.

## نبذة تاریخية
كان آفاق خواجه من نسب الصوفي النقشبندي الشهير، أحمد قساني (9-840 هـ) المعروف باسم مخدوم عزام، وآفاق خواجه نفسه كان معلما صوفيا. ولد آفاق خواجه عام 1626هـ في مدينة قمول شمال شينجيانغ الحالية. لقد جاء آفاق خواجه سنة 1017 هـ عندما كان في الثانية عشرة من عمره إلى كاشغر مع والده واستقر هناك.
تفع مقبرة آفاق خواجه في كاشغر، وهي قريبة من حيث البناء من عمارة المقابر والمساجد الفارسية من حيث الواجهة والخريطة.